# Kuromidō
Kuromidō (jap. 黒味銅, Kuromidō; oft auch Kuromi-do geschrieben) ist eine traditionelle japanische Metalllegierung, die nachweislich seit dem 12. Jahrhundert für die Farbgestaltung von Verzierungen auf Schwertern oder Schmuckgegenständen verwendet wird. Sie besitzt einen dunkelbraunen bis schwarzen Farbton und besteht zu 99 % aus Kupfer und 1 % aus metallischem Arsen. Wie viele Kupferlegierungen entstand Kuromidō als Ersatz für Edelmetalle, da es an diesen mangelte und sie hohe Kosten verursachten, beides bedingt durch die geringen Vorkommen von Edelmetallen auf den japanischen Inseln.
Die Verarbeitung von Kuromidō muss wegen ihres Arsengehalts unter besonderen Sicherheitsvorkehrungen erfolgen, da es toxisch ist. Zudem muss der Gold-/Silberschmied im Vorfeld abwägen, inwieweit die patinierten Metalle hautverträglich sind.
Auch heute wird es noch in der Mokume-Gane-Schmiedetechnik verwendet, wenn auch recht selten. In Deutschland verzichten die Mokume-Gane-Künstler seit 2005 gänzlich auf den Einsatz von Kuromidō.